# Sforza Bona lengyel királyné
Bona Sforza (magyarosan: Sforza Bona; Vigevano, Milánói Hercegség, 1494. február 2. – Bari, Nápolyi Királyság, 1557. november 19.) a Sforza-hából való itáliai hercegnő, I. Zsigmond lengyel király hitveseként lengyel királyné 1518 és 1548 között, valamint saját jogán Bari és Rossano hercegnője 1524-től haláláig.

## Élete
Sforza Bianka Mária német-római császárné Gian Galeazzo II Sforza milánói hercegnek és Aragóniai Izabella (1470–1524) nápolyi királyi hercegnőnek, II. Alfonz nápolyi király lányának a legifjabb gyermekeként született. 8 hónapos korától félárva volt, ekkor halt meg ugyanis huszonöt éves édesapja. Az ifjú Sforza hercegnőt édesanyja kiváló nevelésben részesítette, a klasszikus szerzők, a zene és a tánc ismeretén kívül a kormányzás fogásait is elsajátította.
A 24 esztendős Bona Sforza I. Miksa német-római császár ajánlására (akinek második felesége, Sforza Bianka Mária német-római császárné volt, Bona Sforza nagynénje) Krakkóban 1518. április 18-án I. Zsigmond lengyel királyhoz ment férjhez. A házasságból egy fiú- és négy leánygyermek született. Az új királyné nagy befolyással volt férjére, támogatta a humanizmus lengyelországi fejlődését. Fényűző udvart tartott, kedvelte a pompát, külföldiekkel – elsősorban olaszokkal – vette körül magát. Pártfogója volt a lutheránus egyháznak.

Az I. Zsigmond király élete vége felé megnövekedett az összeütközések száma Bona és fia, Zsigmond Ágost között, aki 1547-ben titokban elvette a litván főúri családból származó Barbara Radziwiłłt, majd amikor I. Zsigmond halála (1548) után bejelentette házasságát, Bona özvegy királyné a köznemességgel együtt megpróbálta semmissé nyilváníttatni azt. Az ellenségeskedés miatt Bona átköltözött Mazóviába, és hívei segítségével aláásta az ifjú király tekintélyét. 1556-ban, nem látva semmi esélyt saját befolyása visszaszerzésére, hazatért Itáliába.
Egyes feltételezések szerint 1551-ben ő mérgezte meg fia feleségét, a litván hercegi családból származó Barbara Radziwiłłt.

## Utolsó évei, halála
Zsigmond Ágost nevű fia nagykorúsodása után 1556-ban az özvegy Bona királyné átadta a kormányt fiának, és még ugyanabban az évben visszatért Bariba, Itáliába. Hamarosan azonban magántitkára és szeretője, Gian Lorenzo Pappacoda II. Fülöp spanyol király megbízásából megmérgezte. Bariban temették el a Basilica di San Nicola templomban.

## Gyermekei
- Izabella (Krakkó, 1519. január 18. – Gyulafehérvár, 1559. szeptember 15.), 1540-től Szapolyai János magyar király felesége
- Zsigmond Ágost (Krakkó, 1520. augusztus 1. – Knyszyn, 1572. július 7.), Lengyelország királya és Litvánia nagyfejedelme
- Zsófia (Krakkó, 1522. július 13. – Schöningen, 1575. május 28.), 1556-tól II. Henrik braunschweig-wolfenbütteli herceg felesége
- Anna (Krakkó, 1523. október 18. – Varsó, 1596. szeptember 9.), 1576-tól Báthory István felesége
- Katalin (Krakkó, 1526. november 1. – Stockholm, 1583. szeptember 16.), 1562-től III. János svéd király felesége, III. Zsigmond lengyel király anyja
- Albrecht (Olbracht) (született és meghalt 1527. szeptember 20.)